# 피에트로 2세 오르세올로

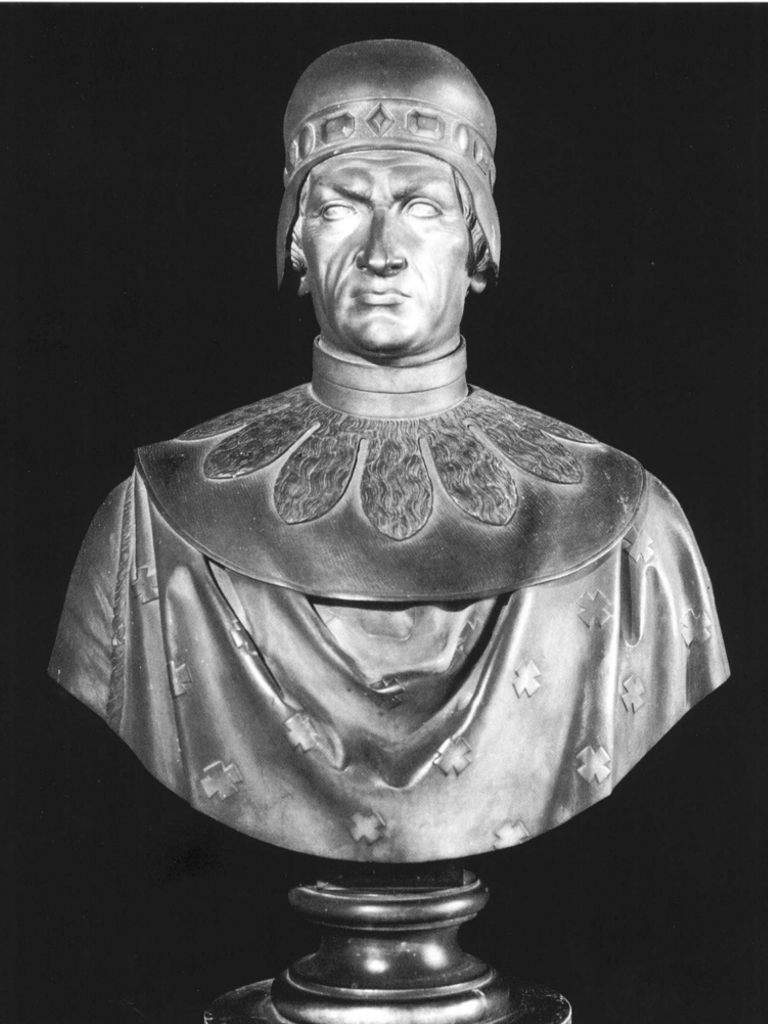

피에트로 2세 오르세올로(이탈리아어: Pietro II Orseolo)는 991년에서 - 1009년 동안 베네치아 공화국의 도제였다. 비잔티움 황제로부터 달마티아 공작의 지위를 받아 달마티아를 획득, 아드리아해를 베네치아 만으로 만드는 데 큰 공로를 세웠다.

## 생애
그는 961년 피에트로 오르세올로 1세의 아들로 태어났다. 피에트로가 15세 되던 무렵 아버지가 도제로 선출되었으나 불과 2년 만에 사임하였다. 피에트로는 13년 뒤인 991년에 도제로 선출되었다. 그는 해적을 몰아내기 위해 992년 비잔티움 제국의 바실리우스 2세 불가토록누스와 조약을 맺어 비잔티움 영내에서 베네치아인의 자유로운 통상과 콘스탄티노폴리스에 입항하는 베네치아 상선은 입항할 때 2솔리두스를, 출항할 때 15솔리두스를 지불하는 것을 보장받았다. 대신 아드리아 해의 방위를 베네치아가 부담하게 되자 오르세올로 2세는 신성로마제국과 조약을 맺고 996년에 장남 오토 오르세올로의 대부를 황제 오토 3세로 하였다. 998년 그는 자라에서 달마티아 도시들의 보호자가 되었고 해적을 소탕하여 해적을 아드리아해에서 몰아내자 1000년 바실리우스 황제는 피에트로 오르세올로 2세를 달마티아 공작으로 임명했다. 오르세올로는 1009년에 사망했고 아들 오토 오르세올로가 후임 도제가 되었다.
| 전임 트리부노 멤모 | 베네치아 공화국의 도제이자 달마티아 공작 공동 조반니 오르세올로 (1004년-1007년) 오토 오르세올로 (1007년-1009년 991년-1009년 | 후임 오토 오르세올로 |